# El Jagüey, Zacatecas
El Jagüey är en ort i Mexiko.   Den ligger i kommunen Villanueva och delstaten Zacatecas, i den centrala delen av landet, 500 km nordväst om huvudstaden Mexico City. El Jagüey ligger 1 957 meter över havet och antalet invånare är 447.
Terrängen runt El Jagüey är kuperad västerut, men österut är den platt. Runt El Jagüey är det glesbefolkat, med 12 invånare per kvadratkilometer. Närmaste större samhälle är Villanueva, 16,1 km nordost om El Jagüey. Trakten runt El Jagüey består i huvudsak av gräsmarker.